# David F. Sandberg
David F. Sandberg (Jönköping, 21 januari 1981) is een Zweeds filmregisseur.
Sandberg begon zijn carrière met het maken van lowbudget-animaties, -documentaires en -korte films, die voornamelijk in het genre horror waren. Een van zijn meest geprezen korte film was Light Out uit 2013. Mede door deze film verhuisde hij in 2015 naar Los Angeles. Daar maakte hij in 2016 zijn langspeelfilmdebuut met de horrorfilm Lights Out, gebaseerd op de gelijknamige korte film uit 2013. In 2017 verscheen zijn tweede langspeelfilm Annabelle: Creation, de vierde film uit de The Conjuring-fanchise. Dat hetzelfde jaar werd hij ingehuurd voor de regie van de zevende DC Extended Universe-film Shazam! over de gelijknamige superheld die in 2019 uitkwam en overwegend positief werd ontvangen. Voor deze film sprak hij ook de stem in van het personage Mister Mind. In 2023 regisseerde hij tevens het vervolg op de film, deze verscheen onder de titel Shazam! Fury of the Gods.

## Filmografie
- 2016: Lights Out
- 2017: Annabelle: Creation
- 2019: Shazam!
- 2023: Shazam! Fury of the Gods
- 2025: Until Dawn, tevens als producent